# كيسا (إيطاليا)
كيسا، (بالإنجليزية: Cesa)‏، هي (بلدية) في مقاطعة كازيرتا، في إقليم كامبانيا الإيطالي، وتقع على بعد حوالي 15 كم (9 ميل) شمال نابولي، وحوالي 14 كم (9 ميل) جنوب غرب كازيرتا.

## السكان
في سنة 1861 بلغ عدد السكان 1٬897 نسمة، وتطور العدد ليصل في سنة 2011 لـ 8٬496 نسمة.
يظهر هذا المخطط البياني تطور النمو السكاني لـ كيسا (إيطاليا)